# Bishops Hatfield
Bishops Hatfield var en civil parish fram till 1951 när den uppgick i civil parishes Hatfield och Welwyn Garden City, i grevskapet Hertfordshire i England. Civil parish var belägen 10 km från Hertford och hade 13 834 invånare år 1951.